# Koporje
Koporje (Russisch: Копорье) is een historische plaats in Rusland en momenteel een dorp (selo). Het ligt op ongeveer 100 kilometer ten westen van Sint-Petersburg in de oblast Leningrad. In Koporje staat een van de indrukwekkendstee middeleeuwse ruïnes van Rusland.
De eerste houten versterking in de buurt van Koporje werd gebouwd door de Duitse Orde in 1240, maar werd het jaar erop al verwoest door Alexander Nevski
De tweede versterking, een stenen burcht, werd gebouwd door de zoon van Alexander, Dmitri van Pereslav, in 1280. Verbolgen over de onafhankelijkheid van de prins, werd de burcht twee jaar later verwoest door een leger uit Novgorod.
Ondertussen wisten de Zweden hiervan gebruik te maken en bezetten de oevers van de rivier de Kaporka. Daarom moest Novgorod deze burcht wel weer opbouwen om hun gebied te verdedigen tegen de Zweden. Koporje was de sterkste burcht in de regio en wist verschillende aanvallen van de Duitse Orde en de koningen van Zweden te weerstaan.
Nadat de Republiek Novgorod opgegaan was in het Grootvorstendom Moskou werd de burcht versterkt en verbouwd, zodat ze bestand was tegen kanonvuur. De meeste nog bestaande delen komen uit deze periode. De Russische troepen moesten Koporje opgeven tijdens de Lijflandse Oorlog maar kregen de burcht terug bij het daaropvolgende vredesverdrag.
In de Tijd der Troebelen werd Koporje aangevallen door 2500 Zweden, terwijl Koporje verdedigd werd door 250 man. De Russische verdedigers moesten zich overgeven en Koporje bleef Zweeds tot 1703. Het was toen bekend als Caporie/Capurien/Coburg, waar het Zweedse bestuur over Ingermanland gevestigd was.
Het Russische leger veroverde Koporje definitief terug in 1703 tijdens de Grote Noordse Oorlog. De grote gaten die door de Russische artillerie in de muren geschoten zijn, zijn tot op heden zichtbaar.
Ondanks dat er in de 19e eeuw het een en ander gerepareerd is, is de burcht tot op heden een ruïne.